# Niccolò Nannetti
Niccolò Nannetti (Firenze, 14 aprile 1674 – Firenze, 15 maggio 1749) è stato un pittore italiano del periodo rococò.

## Vita e opere

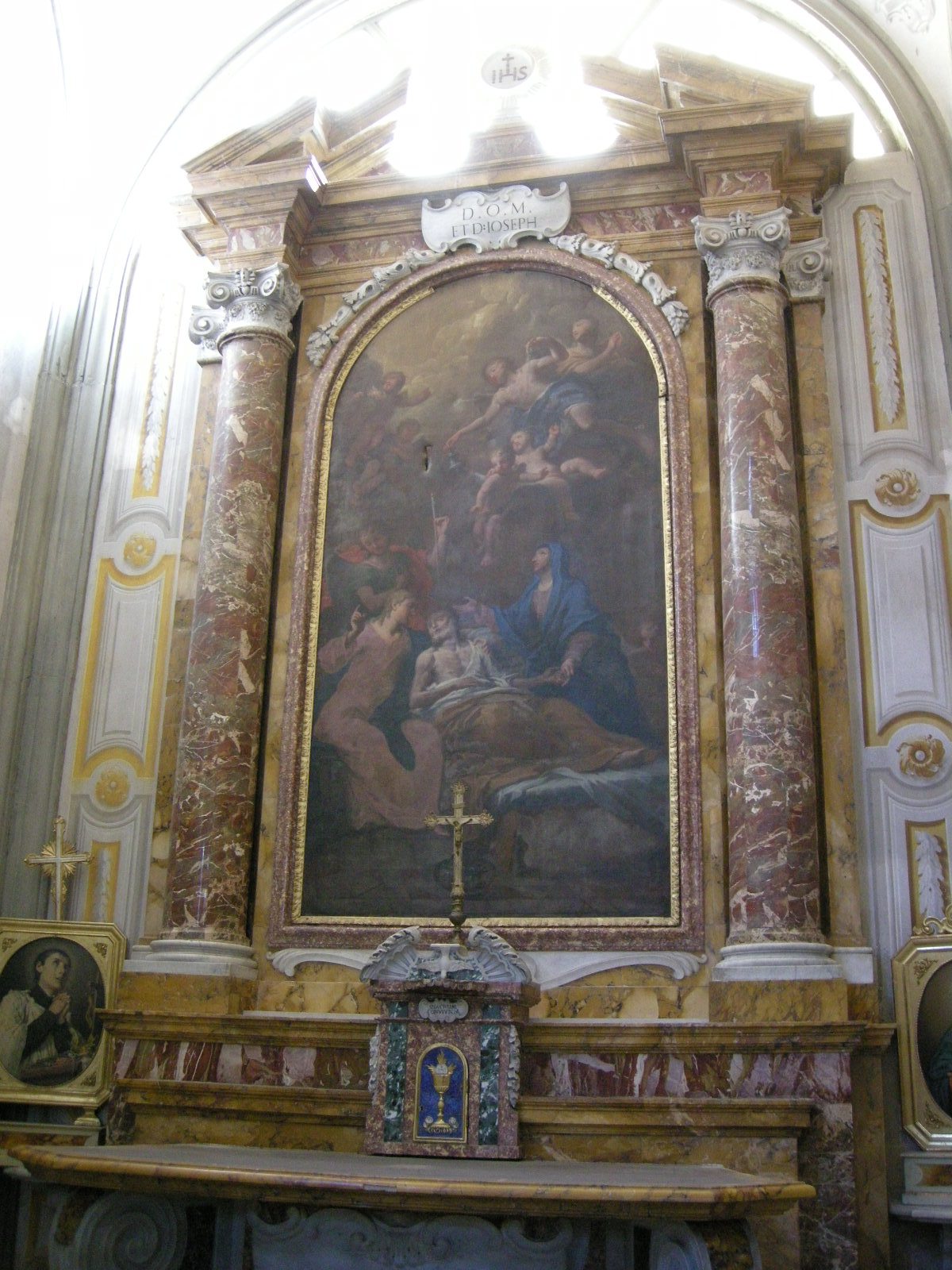
Transito di San Giuseppe, Badia fiesolana

Di Niccolò Nannetti non si hanno notizie precise, anche Luigi Lanzi nella sua Storia pittorica dell'Italia non fornisce nessuna indicazione precisa sulla vita e le opere di questo pittore, ma lo inserisce in una lista di pittori minori del Settecento. Altre fonti lo dicono allievo di Alessandro Gherardini, ma tutti sono concordi nell'indicarlo: Pittore fiorentino. In compenso ci sono rimaste molte testimonianze su suoi affreschi indicate in varie guide e itinerari di città toscane del '700-'800.
Fu molto legato a Giovanni Domenico Ferretti con il quale lavorò nella Villa Puccini di Scornio, vicino a Pistoia dove decorò la volta del salone, con un affresco che rappresenta Ercole in Gloria.
Sempre nel pistoiese affrescò il Convento di Santa Maria in Selva Agostiniano a Borgo a Buggiano con Il trionfo di Maria Vergine partecipò alla decorazione, a più mani, di Palazzo Amati Cellesi, sempre a Pistoia. Sempre con il Ferretti partecipò anche agli affreschi della chiesa dei Santi Prospero e Filippo, dove si trova anche una tela fra quelle dei Miracoli di San Filippo, precisamente: San Filippo che libera il Pontefice da un'infermità.
Uno dei suoi affreschi più celebri si trova nella Basilica della Santissima Annunziata di Firenze, nella Cappella dei Sette Santi Fondatori dei Servi di Maria ed è del 1727. Il suo affresco, che si trova sotto la cupola del Volterrano, rappresenta appunto i Sette Santi Fondatori dell'Ordine dei Serviti. Decorò ad affresco anche il Coro del Monastero e chiesa di San Niccolò di Prato.
Niccolò Nannetti non fu soltanto un frescante ma anche pittore di tele d'altare all'interno dell'Abbazia di Vallombrosa, presso Firenze viene conservata una grande tela Gregorio VII e Enrico IV a Canossa nella chiesa di Santa Maria Assunta.
Notevole è anche la pala dell'altare, con Il transito di San Giuseppe, della Badia fiesolana, dove affrescò anche il resto della chiesa brunelleschiana annessa al convento dei monaci Roccettini.
Con lui collaborò spesso il quadraturista Rinaldo Botti, con il quale ebbe un rapporto molto stretto e ci offre una cronologia delle opere di questo pittore. Con il Botti affrescò: nel 1708 il soffitto con la Gloria di San Donato nella distrutta Chiesa di San Donato dei Vecchietti, la cui sorte, insieme agli affreschi del Nannetti, fu due volte segnata. La prima volta perché fu soppressa e sconsacrata, nel 1785, al tempo del Granduca Pietro Leopoldo di Lorena, e la seconda volta, nel 1888, demolita durante il cosiddetto Risanamento di Firenze, voluto dai Savoia, che invece di risanare ha distrutto gran parte del centro romano-medievale della città.
Nel 1721, sempre col Botti, la chiesa di San Domenico a Pistoia, nel 1729 il Convento di Santa Lucia alla Castellina e nel 1734 affreschi per l'Oratorio dei Vanchetoni.
Padre Giuseppe Richa, autore di una grossa opera sulle chiese fiorentine, cita nel quinto tomo delle sue Notizie Istoriche delle Chiese fiorentine (1757) quattro medaglioni dipinti dal Nannetti e la decorazione a fresco della volta, stavolta con l'ausilio del quadraturista Pietro Anderlini, per la Compagnia delle Stimmate che si riuniva in un ambiente sotterraneo della Basilica di San Lorenzo dove:
Niccolò Nannetti morì nel 1749 a Firenze.